# Wang Chi-Ho
Wang Chi-Ho es un deportista taiwanés que compitió en taekwondo. Ganó una medalla de bronce en el Campeonato Asiático de Taekwondo de 1982, en la categoría de –56 kg.

## Palmarés internacional
| Representando a China Taipéi |                     |                   |           |
| Campeonato Asiático          |                     |                   |           |
| Año                          | Lugar               | Medalla           | Categoría |
| 1982                         | Singapur (Singapur) | Medalla de bronce | –56 kg    |